# جرج ادوارد آلن
جرج ادوارد آلن (به انگلیسی: George E. Allen)، (۲۹ فوریه ۱۸۹۶ – ۲۳ آوریل ۱۹۷۳) وکیل، بازرگان و دوست «صمیمی در بازی پوکر» و حتی «دلقک دربار» رؤسای جمهور ایالات متحده، فرانکلین دی. روزولت، هری اس. ترومن و دوایت دی. آیزنهاور بود. او همچنین سرمربی تیم فوتبال دانشگاه کامبرلند در طول مسابقه معروف و یک‌طرفه‌شان در برابر جورجیا تک بود که با نتیجه ۲۲۲ بر ۰ شکست خوردند.

## پیش‌زمینه
جرج ادوارد آلن در ۲۹ فوریه ۱۸۹۶ در بونویل، میسیسیپی متولد شد. او مدرک حقوق (LLB) خود را از دانشگاه کامبرلند در تنسی گرفت. در سال ۱۹۳۹ نیز مدرک LLD را کسب کرد.